# Organización de Marxistas-Leninistas de España
La Organización de Marxistas-Leninistas de España (OMLE) fue un partido político español de ideología maoísta surgido en 1964 de una escisión en el Partido Comunista de España (PCE). Durante su existencia tuvo un escaso peso en el seno del antifranquismo y acabaría desapareciendo en 1975.

## Historia

### Orígenes
La organización fue fundada en Bruselas en 1964 por varios elementos procedentes del Partido Comunista de España que vivían en el exilio. Estos elementos disentían de la política de «reconciliación nacional» que propugnaba el PCE bajo el liderazgo de Santiago Carrillo. La OMLE apostaba por la lucha popular contra el régimen franquista, con el fin de derrocarlo y establecer un «gobierno revolucionario del pueblo en armas». Durante esos años la organización se vio muy influida por la revolución cultural que se estaba produciendo en China. Sin embargo, no sería hasta finales de la década de 1960 cuando la OMLE comenzó a implantarse en el interior de España, logrando establecer sus principales focos de militancia en Madrid, Cádiz, El Ferrol y Vigo.

### Evolución
A partir de 1971 el núcleo madrileño de la OMLE, capitaneado por Manuel Pérez Martínez («Camarada Arenas»), se hizo con el control de la organización y desplazó a la dirección en el exterior. «Arenas» y la nueva dirección aspiraban capitanear la unificación de las diversas organizaciones de corte marxista-leninista que existían, si bien fracasaron en esta pretensión. La OMLE terminaría asumiendo la condición de ser el único partido leninista español, descalificando al resto de formaciones de «oportunistas». El aparato del partido se centró en la formación de revolucionarios «profesionales» que debían llevar el peso de la lucha armada que propugnaban, dejando en un segundo plano la participación en movimientos sociales. En 1975 la OMLE celebró un congreso de refundación, convirtiéndose en el Partido Comunista de España (reconstituido). La nueva formación dispuso de un brazo armado, los Grupos de Resistencia Antifascista Primero de Octubre (GRAPO), que protagonizaría numerosos atentados durante la Transición.